# Никола Радоња
Никола Радоња (Радохна) Бранковић (у монаштву Роман и Герасим; умро 3. децембра 1399) је био српски племић. Радоња је био светогорски монах и најстарији син севастократора Бранка Младеновића, који је управљао Охридом у доба цара Душана (краљ 1331—1346, цар 1346—1355). Као хиландарски монах, заједно са Арсенијем Багашем је око 1380. године од манастира Ксиропотама откупио запустели манастир Светог Павла, који је након тога обновљен, највећим делом средствима Бранковића.
Никола Радоња се око 1350. године оженио, сестром Вукашина и Угљеше, Јеленом Мрњавчевић, са којом је добио две ћерке. Живео је са породицом у Серској области, али се после смрти супруге и ћерки (пре 1364. или између јесени 1358. и јесени 1364), повлачи из световног живота и замонашује у Хиландару као монах Роман. Њих три су сахрањене на Маникејској гори, у параклису цркве Светог Николе, а Никола Радоња се крајем 1365. године помиње као малосхимник Роман. Око 1376/1377. године прихвата још аскетскији начин живота и постаје великосхимник, узевши име Герасим, према истоименом свецу из Јордана.
Заједно са Арсенијем Багашем, монахом из Ватопеда, који је такође пре одласка у манастир био српски властелин, Никола Радоња око 1380. године откупљује од манастира Ксиропотама запустели манастир Светог Павла за 24000 аспри и почиње његову обнову. До 13. новембра 1382. године живео је у Хиландару, након чега је прешао у манастир Светог Павла, чији је игуман најкасније почетком 1385. године, постао Арсеније Багаш.
После смрти свог најмлађег брата Вука Бранковића, који је умро 6. новембра 1397. године у отоманском затвору, Никола Радоња је преузео његово тело и сахранио га на Светој гори, највероватније у манастиру Светог Павла, где је и сам живео или у Хиландару. Преминуо је 3. децембра 1399. године у светогорском манастиру Светог Павла.

## Породица
Никола Радоња Бранковић је рођен као најстарији син севастократора Бранка Младеновића, у браку са непознатом племкињом. Поред њега, они су имали још троје деце, два сина и једну ћерку, која је била најмлађе дете:
- Гргур (?—пре 16.07. 1398)
- Вук (око 1345—6. новембра 1397)
- Теодора (Војислава) (?—?), удата за Ђорђа Топију, господара Драча

Био је ожењен Јеленом Мрњавчевић, са којом је имао две ћерке, које су умрле врло младе.

## Популарна култура
Његов лик се појављује у филму Бој на Косову из 1989. године и тумачи га Танасије Узуновић.